# Format 4/3
 (signalé en juillet 2025).
Si vous disposez d'ouvrages ou d'articles de référence ou si vous connaissez des sites web de qualité traitant du thème abordé ici, merci de compléter l'article en donnant les références utiles à sa vérifiabilité et en les liant à la section « Notes et références ».
- Archive Wikiwix
- Bing
- Cairn
- DuckDuckGo
- E. Universalis
- Gallica
- Google
- G. Books
- G. News
- G. Scholar
- Persée
- Qwant
- (zh) Baidu
- (ru) Yandex
- (wd) trouver des œuvres sur Wikidata

Le terme quatre tiers, 4/3 ou 4:3 désigne les proportions de l’image et de l'écran de télévision (téléviseur, moniteur vidéo, rétroprojecteur), du vidéoprojecteur ou de l'écran informatique au « format historique » parfois improprement appelé format « carré ». Adopté à partir des années 1930 au cours du développement technique de la télévision, ce format d’image vidéo est adopté sur le plan international. À partir de la fin des années 1980, il est progressivement remplacé par des formats « larges » ou plus « panoramiques » parmi lesquels, le 16/9 devient le plus exploité.
La valeur 4/3 est officiellement adoptée pour les normes de télévision américaine et européenne, à partir des années 1930, du fait du format historique des films de cinéma très similaire à l'époque, de certaines contraintes techniques et industrielles ainsi que des choix pour la définition des signaux vidéocomposite à 525 lignes pour 720 × 480 points et, en Europe, à 625 lignes pour 720 × 576 points. Le format 4/3 est également exploité pour l’édition vidéo sur les formats analogiques comme la vidéocassette et certains formats numériques. Le format 4/3 peut être pleinement sauvegardé et reproduit sur les supports comme le DVD vidéo, le Blu-ray et la télédiffusion numérique, avec ou sans recadrage ou bandes noires en fonction du téléviseur, de l'écran informatique ou du vidéoprojecteur utilisé.

## Proportions
Le 4/3 exploite un rapport de 1,33:1 entre la largeur et la hauteur de l’image, ce qui correspond au format de projection historique utilisé au cinéma dès le début du XXe siècle. On parle parfois de format « standard ».
Entre 1940 et le début des années 2000 en Europe, les fictions à la télévision séries, téléfilms, feuilletons, reportages…) ont exploité le support pellicule avant d'adopter l'enregistrement vidéo. Ce format est adopté pour la télévision puis par les écrans d’ordinateur de définition de 640 × 480, 1 024 × 768 ou 1 280 × 960, notamment.
À partir des années 1950, l’industrie du cinéma américaine a recours à l’innovation technique pour faire face à la concurrence populaire de la télévision et conserver ses parts de marché. Plusieurs formats dits « panoramiques » sont dès lors développés, avec un rapport largeur sur hauteur plus élevé dont les plus courants sont 1,66:1, 1,85:1 et 2,35:1. La représentation de ces œuvres à la télévision 4/3 implique essentiellement à cette époque, deux formules :
- soit recadrer les bords gauche et droit de l’image d’origine qui représente la technique la plus exploitée aux États-Unis du Recadrage (vidéo)) ;
- soit afficher l’image d’origine dans son intégralité, ce qui engendre deux bandes noires à l’écran, en haut et en bas; procédé letterbox, formule plus fréquente en France, notamment.

Certains écrans ont exploité d’autres rapports ou dimensions dites « hybrides », tels les premiers écrans d’Apple Macintosh orientés verticalement comme une feuille de papier au format A4 ou encore le 1 280 × 1 024 utilisé dans les écrans à cristaux liquides.

## Termes associés
Ce format est parfois improprement désigné par l’acronyme FS (Full Screen ou Plein écran) alors que ce terme désigne expressément un mode de cadrage d’une source cinéma ou vidéo. Ainsi, « plein écran » s’oppose à « letterbox » car l’image occupe alors la totalité d’un écran 4/3 ou 16/9.

## Obsolescence partielle mais devenu tendance
À partir des années 2010, le format 4/3 est plus rarement utilisé pour la vidéo ou pour le cinéma, avec quelques notables exceptions comme les films The Artist en 2011, Tabou en 2012, La Chambre Bleue et Mommy en 2014, Le Fils de Saul en 2015, First Cow en 2019, Enquête sur un scandale d'État en 2021, The Whale et Falcon Lake en 2022, Saltburn en 2023, Diamant brut en 2024 ainsi que certains films destinés aux salles de projection immersives de type Imax. 
On note que le parti pris des réalisateurs d'adopter le tournage 4/3 comme Stanley Kubrick pour Shining en 1978 ou comme Jonathan Demme pour Le Silence des agneaux en 1989 ou plus récemment la seconde édition du film Zack Snyder's Justice League en 2021, relève d'un choix de cohérence cinématographique, pour servir des effets visuels adaptés au scénario et à la mise en scène. 
En revanche, le format 4/3 est toujours utilisé comme standard pour les affiches publicitaires dites « 4 par 3 », car en 4 m × 3 m.

## Comparaisons 4/3 et 16/9
| 4/3 (12/9) |  | 16/9 |

| 4/3 (16/12) |  | 16/9 |